# Diopisthoporus
Super-famille
Famille
Genre
Diopisthoporus est un genre de l'embranchement des Acoela, le seul de la famille et de la super-famille.

## Liste des espèces
Selon WRMS
- Diopisthoporus brachypharyngeus Dörjes, 1968
- Diopisthoporus gymnopharyngeus Smith & Tyler, 1985
- Diopisthoporus lofolitis Hooge & Smith, 2004
- Diopisthoporus longitubus Westblad, 1940
- Diopisthoporus psammophilus Dörjes, 1968

## Référence
- Westblad, 1940 : Studien ueber skandinavische Turbellaria Acoela. I. Arkiv för Zoologi utgivet av Kongliga Svenska Vetenskapsakademien Band 32A-20 p. 1-28.